# 河南省女子足球队
河南省女子足球队，或因冠名称为河南万仙山女子足球队，简称河南女足，是由河南省体育运动委员会于1983年成立的女子足球队，目前主场设立于新乡市体育中心。球队现由河南省体育局与河南足球俱乐部合作共建，目前征战于中国足球协会女子超级联赛。
河南女足曾在第七届全国运动会决赛上，点球大战爆冷战胜了广东女足，获得她们迄今唯一一项锦标。河南女足还是中国女子足球超级联赛的创始球队之一。但河南女足运动缺少经费，球员基础薄弱、待遇差，此后河南女足成绩始终不佳。
由于在2014年全国女子足球联赛排名下半区，2015年中国女足联赛改制时，河南女足被分至中女甲联赛。2016年，河南省球类运动管理中心与河南徽商集团共建职业足球俱乐部，河南女足得以实现职业化。2017年，河南女足内部曾发生罢训事件，导致教练组全部更替，但球队表现上佳，在升级附加赛中击败河北华夏幸福，成功升入中女超联赛。2020年4月，河南省球类运动管理中心与建业地产达成共建合作，河南女足加入河南建业足球俱乐部，球类运动管理中心仍负责球队的管理、训练和参赛等工作，河南建业负责提供资金、外聘教练球员、品牌宣传等工作。

## 冠名沿革
- 1983年，河南省女子足球队。
- 1994年，河南富魄力家俱女子足球队。
- 1996年至1999年，河南双汇女子足球队。
- 2000年，河南宇通客车女子足球队。
- 2001年，河南平顶山女子足球队。
- 2002年，河南省女子足球队。
- 2003年，河南铃锐制药女子足球队。
- 2004年，河南建业女子足球队。
- 2004年11月至2009年4月，河南王守义十三香女子足球队。
- 2009年4月至2010年，河南德润置业女子足球队。[9]
- 2011年，河南钢铁女子足球队。
- 2012年，河南省女子足球队。
- 2013年，河南欧帕工业机器人女子足球队。[4]
- 2014年，河南省女子足球队。
- 2015年9月至2019年，河南徽商女子足球俱乐部。
- 2020年4月16日至2023年3月，河南建业女子足球队[8]
- 2023年3月至2024年2月，河南中原女子足球队。[10]
- 2024年2月至今，河南万仙山女子足球队。[11]

## 荣誉
| 榮譽                      | 次數     | 赛季             |
| 国内联赛                  | 国内联赛 | 国内联赛         |
| ------------------------- | -------- | ---------------- |
| 中国女足顶级联赛 季军     | 1        | 1996             |
| 中国女足第二级别联赛 亚军 | 2        | 2015，2017       |
| 国内杯赛                  |          |                  |
| 女足锦标赛 亚军           | 1        | 1992             |
| 女子足协杯 季军           | 1        | 2015             |
| 国内综合运动会            |          |                  |
| 全国运动会 冠军           | 1        | 1993年（第七届） |